# Pianeta stregato
Pianeta stregato (titolo originale: The Flying Sorcerers) è un romanzo umoristico di fantascienza scritto da David Gerrold e Larry Niven e pubblicato nel 1970 a puntate sulla rivista If come The Misspelled Magishun, quindi in volume nel 1971 col titolo definitivo The Flying Sorcerers.
La storia, narrata dal punto di vista dell'alieno, narra in tono ironico dei tentativi messi in atto da un astronauta, naufragato su un pianeta primitivo, per fare ritorno alla propria civiltà, e degli esiti spesso tragicomici che essa provoca nella società locale, permeata di credenze magiche.

## Ambientazione
Il pianeta su cui è ambientato il racconto è illuminato da due soli, uno azzurro (Virn) e l'altro rosso (Ouells). Il pianeta orbita attorno a uno dei due astri, che nella stagione invernale appaiono in congiunzione e in quella estiva in opposizione. Quando il pianeta transita tra i due soli, durante la stagione estiva, si sciolgono le calotte polari e vengono sommerse da acqua dolce vaste aree delle terre abitate nella stagione invernale.
Il giorno è calcolato sulla base del moto di Virn. Durante l'oscurità, in cielo sono visibili quasi esclusivamente le lune del pianeta, ma ben poche stelle. Il sistema, infatti, è circondato da una nebulosa che impedisce la vista delle stelle della galassia. Le numerose lune sono i frammenti di un preesistente corpo celeste.
Il pianeta è abitato da umanoidi ricoperti da pelliccia, organizzati in piccole comunità retta da un Portavoce e da un Mago. La magia regola ogni aspetto della quotidianità. È praticata la poligamia e le donne, cui è affidato il compito di cercare il cibo e curare la casa, sono oggetto di sfruttamento e trattate come esseri inferiori. Per contro sono sconosciuti crimini quali il furto.
Il romanzo indaga, in tono ironico, il modo in cui potrebbe essere percepita una tecnologia avanzata da una civiltà primitiva, ispirandosi al celebre assunto di Arthur Charles Clarke (1958) secondo il quale «ogni tecnologia sufficientemente avanzata è indistinguibile dalla magia».

## Trama
Nel libro sono descritti i tentativi messi in atto da un geologo/antropologo, Porpora, giunto su un pianeta primitivo e lì naufragato, per fare ritorno alla propria civiltà. Gli eventi sono descritti dalla prospettiva dell'autoctono Lant, che nel corso del racconto viene nominato Portavoce della sua gente.
All'inizio del racconto, Porpora atterra in un veicolo dalla forma a uovo in prossimità del villaggio abitato da Lant. Involontariamente, sminuisce lo scontroso e irascibile mago del villaggio, Shoogar, che nel cercare vendetta distrugge l'astronave, causando un'esplosione atomica. La maggior parte degli abitanti del villaggio ne sono uccisi o feriti; i sopravvissuti, tra i quali Lant e Shoogar, sono costretti a lasciare le proprie terre e presumono che Porpora sia morto.
Dopo una lunga peregrinazione attraverso terre desertiche (il letto asciutto dell'oceano estivo), i sopravvissuti raggiungono una fertile penisola dove si stabiliscono con uno stratagemma: la terra con l'avvicinarsi dell'estate si trasforma in un'isola, dalla quale non c'è modo di essere scacciati dagli altri abitanti. Lant e la sua gente scoprono con sorpresa che l'inefficiente mago locale è quel Porpora che loro credevano morto.
L'ostilità tra i due maghi è palese e solo l'abilità diplomatica di Lant, nominato Portavoce per la propria gente, riesce a convincere i due maghi a stringere un accordo di pace e permettere così la coabitazione dell'isola da parte delle due comunità.
Scopo comune diventa aiutare Porpora - del quale tutti sembrano desiderosi di liberarsi - a contattare la nave madre, in orbita attorno al pianeta. Affinché sia però possibile stabilire la comunicazione, è necessario che Porpora raggiunga una latitudine più settentrionale. Le due comunità, guidate da Porpora stesso, si imbarcano quindi nella costruzione di un dirigibile, da utilizzare per il viaggio.
La tecnologia autoctona è però primitiva e Porpora è costretto a superare le numerose superstizioni locali per insegnare agli abitanti dei villaggi ad utilizzare una tecnologia più avanzata, finendo per rivoluzionare le metodologie di produzione, con l'introduzione anche di nuovi prodotti, e modificando l'organizzazione stessa della società - alterando l'equilibrio tra i sessi, introducendo il denaro, producendo il primo inquinamento e determinando l'insorgenza dei primi episodi di criminalità.
Costruita una macchina volante, il Falcopardo, Lant accompagna Porpora, Shoogar e due suoi figli nel viaggio verso nord. Porpora riesce a contattare la nave madre e a lasciare il pianeta. Segue quindi un breve epilogo, nel quale Lant testimonia il progredire di quella rivoluzione industriale avviata da Porpora.

## Onomastica
La maggior parte dei nomi che compaiono nel romanzo derivano dall'universo della fantascienza, fenomeno indicato in inglese come Tuckerization. David Langford ha detto:

### Soli
- Virn - Il sole azzurro - Jules Verne
- Ouells - Il solo rosso - H. G. Wells

### Divinità
- Blok - dio della violenza - Robert Bloch, autore di Psycho
- Brad - dio del passato - Ray Bradbury, per il suo celebre racconto sul viaggio nel tempo Rumore di tuono (A Sound of Thunder)
- Caff - dio dei draghi - Anne McCaffrey, famosa per la sua serie sui Dragonieri di Pern
- Eccar (Eccar the Man) - il cultore della fantascienza Forrest J. Ackerman, «l'uomo che ha servito gli dei così bene da essere deificato egli stesso»[3]
- Elcin - dio del tuono e del lampo - Harlan Ellison, noto per la sua personalità tempestoso e la bassa statura (il dio è descritto come minuscolo, «tiny»)[2]
- Filfo-mar - dio dei fiumi - Philip José Farmer, famoso per il Ciclo del Mondo del Fiume[2]
- Fineline - dio degli ingegneri - Robert A. Heinlein
- Fol - dio della distorsione - Frederik Pohl, allusione al suo ruolo di editore
- Furman - dio del "fasf" - Edward L. Ferman, editore di lunga data del The Magazine of Fantasy and Science Fiction (abbreviato in "F&SF")
- Hitch - dio degli uccelli - Alfred Hitchcock, regista del film Gli uccelli
- Klarther -  dio dei cieli e dei mari - Arthur C. Clarke, che scrisse molte opere che affrontavano viaggi spaziali (i "cieli") e avventure marinaresche (i "mari")
- Kronk - dio del futuro - Groff Conklin, che ha curato quaranta antologie della fantascienza
- Leeb - dio della magia - Fritz Leiber, per i suoi romanzi di Sword and sorcery
- Musk-Watz - dio del vento - Sam Moskowitz, noto per la sua voce sonora e i lunghi discorsi
- Rotn'bair - dio delle greggi - Gene Roddenberry, ideatore di Star Trek
  - Lant spiega che il segno del dio Rotn'bair è una scatola cornuta, cioè una televisione con due antenne alla sommità
- Nils'n - dio delle creature del fango - indice di ascolto televisivo (in inglese Nielsen ratings), arcinemico di Rotn'bair (Star Trek ricevette pochi ascolti)
  - Lant spiega che il simbolo del dio Nils'n è una barra con due cerchi vuoti a ciascun lato, ovvero il simbolo della percentuale "%"
- N'veen - dio delle maree e dei disegnatori di mappe - Larry Niven ha scritto di maree nel racconto breve Stella di neutroni e di mappe in I burattinai (Ringworld)
- Pull'nissen - dio dei duelli - Poul Anderson, membro fondatore della Society for Creative Anachronism; era un Cavaliere della SCA, quindi esperto nel combattimento uomo a uomo.
- Po - dio del decadimento - Edgar Allan Poe, considerato un precursore del decadentismo
- Poup - dio della fertilità e degli escrementi - Jerry Pournelle
- Sp'nee, signore del fango - Norman Spinrad, per i suoi testi controversi e le irritazioni e offese provocate a molti
- Tis'turzhin - dio dell'amore - Theodore Sturgeon, che ha scritto molte storie d'amore e sesso
- Tukker - dio dei nomi - Wilson "Bob" Tucker, che ha giocosamente utilizzato i nomi di amici per quelli dei personaggi dei suoi racconti
- Yake - dio di vattelapesca - Ejler Jakobsson, penultimo curatore editoriale della rivista If

### Personaggi
- Lant - io narrante - Larry Niven
- Porpora - traslazione nella lingua nativa di «come una malva» (as a mauve) - Isaac Asimov
- Shoogar - scontroso e irascibile mago del villaggio (suona come la parola inglese per "zucchero")
- Wilville e Orbur - costruttori di bicliclette e della prima macchina volante - Fratelli Wright
- Dorthi - mago ucciso da Porpora che gli cade addosso dal cielo - riferimento a Dorothy de Il meraviglioso mago di Oz

## Edizioni
- David Gerrold e Larry Niven, The Flying Sorcerers, 1971.
- David Gerrold e Larry Niven, Pianeta stregato, traduzione di Maura Arduini, n. 1339, Urania, Arnoldo Mondadori Editore, 1998.
- David Gerrold e Larry Niven, Pianeta stregato, traduzione di Maura Arduini, n. 1601, Urania-I Capolavori, Arnoldo Mondadori Editore, 2013.